# 自警団
自警団（じけいだん、英: Vigilante）は、権利の侵害が強く想定される場などにおいて、司法手続によらず自らの実力行使をもって自己および共同体の権利を維持確保するために結成される組織（私設軍隊・民兵）、およびそれを模した防犯組織。

## 概要

### 自力救済機関としての自警団

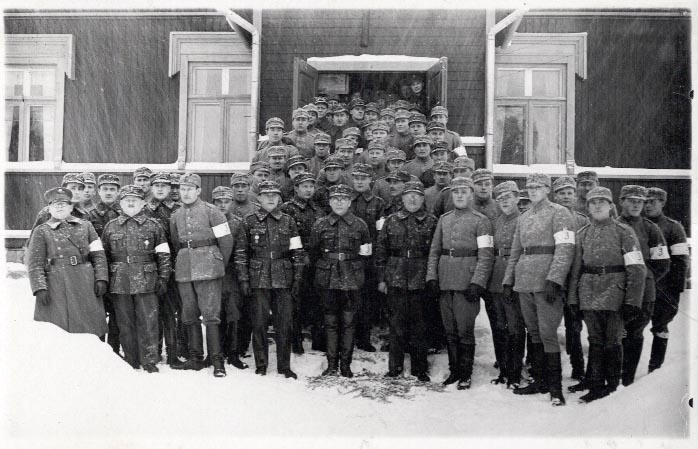
自警団のひとつ、フィンランド内戦の際のフィンランド白衛軍

自警団とは自力救済の発露の一つ。しかし、大災害や戦争時及び植民地など大国の支配下にあって独自の軍隊が編成されていない状態などのような局面において警察・治安機関が機能していないと民衆が判断した場合に自衛のために結成されることがある。その中には、専門化・プロ化して民兵へと成長するものもある。アメリカの州兵は自然発生した自警団が法整備により民兵となり、後には正規軍の補助戦力として整備されたものである。
こうした混乱期の自警団は、司法が機能不全を起こしているゆえに、暴力に歯止めがきかず、残虐行為の主勢力となることがある。このような例は世界中で見られ、旧ユーゴ内戦やルワンダ内戦などにおける大規模な虐殺でも戦端を切ったのは国軍や警察によるものではなく、扇動された自警団や民兵が引き起こしたと考えられている。

### 自警団の例

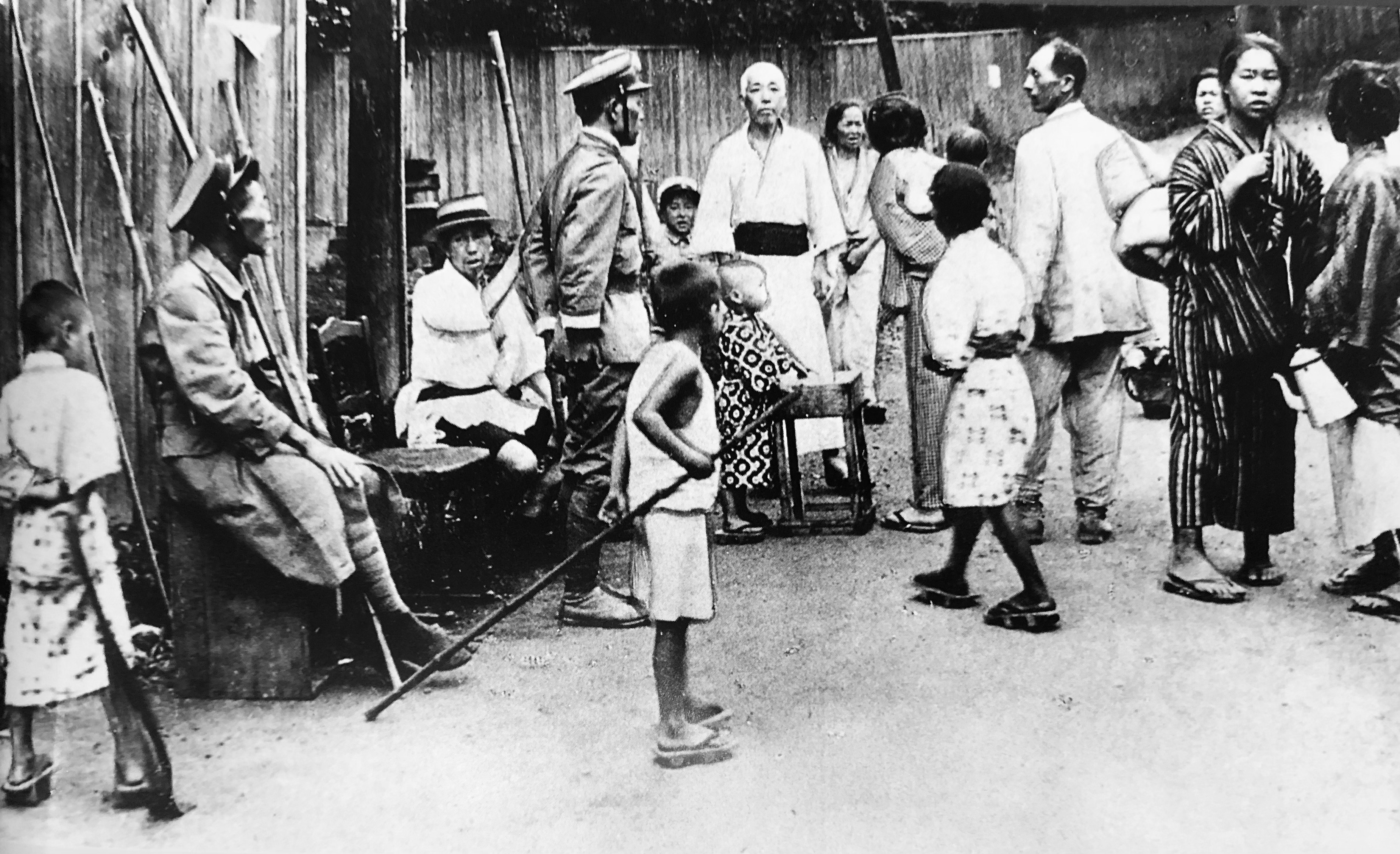
関東大震災発生後、東京の麻布で結成された自警団。竹槍などで武装している。

- 1923年、関東大震災発生後、流言飛語を信じた人々によって各地で自警団が結成され、多数の朝鮮人を殺害した[1][3]。
- 1945年、敗戦直後の八重山諸島において組織された自警団（八重山自治会参照）は、後の米軍統治下の住民統治機構への嚆矢となった。
- 1969年11月16日 、佐藤首相訪米阻止闘争参加のため角材や火炎瓶などを持って国鉄蒲田駅、京急蒲田駅に集結した学生らに対し、営業妨害に激怒した蒲田の商店街店主らが自警団を組織して対抗。一部では両者がぶつかる乱闘騒ぎとなった[4]。
- 2019年、ナイジェリア北西部のザンファラ州にて、村を襲った盗賊が自警団の反撃に遭い、59人以上が殺害される事例も発生した[5]。
- Sombra Negra（英語版） - エルサルバドルで20世紀後半から21世紀に犯罪者やギャングなどを拷問・粛清する活動を行っている元軍人や警察などからなる組織[6]。

### 共同体維持のための自警団

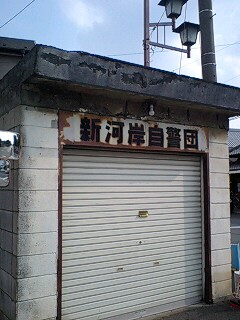
埼玉県川越市の新河岸自警団倉庫。近隣の神社の氏子によって組織されている。

上記のような緊急時に結成される自警団のほか、共同体の成員が共同体維持のため持続的に結成している自警団もある。この自警団は「共同体維持のためのボランティア組織」となっている。治安が悪化している大都市部（ニューヨークなど）において有志によって結成されているガーディアン・エンジェルスはその一つ。日本においても大規模災害対策への認識が高まっていることや犯罪検挙率が低下していることなどを背景として、自主防災組織・自主防犯組織などのように、共同体維持のための住民による自主的な組織化への動きが活発化しつつある。しかし、現実の運用では混乱期の自警団と同じく、必ずしも法に則った自警行為が行われる訳ではない。また日本の河川流域で消防団が水防団を兼ねる場合に「自警団」などと自称することがある。（写真参照）この場合は非常時以外の治安維持行為は行わない。また、地方の生活安全担当部局や警察組織への協力ボランティア組織として認定・支援の対象になることもある。イタリアでは2002年、自警団による巡回が合法化された。
現代日本社会においては、一部特殊な場合を除き、自警団は商店街の風紀取締りなどの自発的ボランティア活動組織として認知されている。前述したように自警団の構成員には、国からの正式な法的権限委託がないため、構成員に拳銃・警棒・刀剣といった武器の携帯は（たとえ第三者の保護のためであろうと）絶対認められていない。自警団の構成員が正当防衛でない限り相手に対し何らかの暴力を振るう、あるいは集団で威圧した場合は警察による逮捕・任意同行の対象になる。

## スラング
暴力からの自力救済ではなく、単に鬱憤を晴らしたり排斥活動を行う行為を「○○自警団」「○○警察」「○○ポリス」などと称することがある。
2020年からのコロナウイルス感染症により、日本では「自粛警察」と呼ばれる行為が多発した。
ウィキペディア日本語版において、比較的内容の薄い記事や初心者に対しても厳しい姿勢で臨むタイプのウィキペディアンを「自警」と呼ぶ例がある。

### ネット自警団
20世紀後半から21世紀初頭にかけて、電子ネットワーク社会（インターネットなど）が急速に構築されているが、その進展があまりにも急速であるため、電子ネットワーク社会で発生する事象に対処できる法整備は立ち遅れていると言われている。そうした中、自力救済を目的として、電子ネットワーク上の猥褻図画や誹謗中傷を除去したり荒らし行為を排除する「電子自警団」「ネット自警団」などと自称する存在が現れている。日本ガーディアンエンジェルス傘下の「サイバー・ウォッチ・ネットワーク」は、電子自警団が法人格を取得した実例である（アメリカには同種の団体として「サイバー・エンジェルズ」がある）。

## 私設警備隊
地縁ではなく、特定の思想・宗教などを主軸として結成された組織が警備隊を組織する例もあるが、外部からは自警団との違いが分かりにくいため、混同されることも多い。
犯罪集団が襲撃や摘発に備え拠点の防衛を行う人員を揃えることがある。マフィアや暴力団のように自警団が巨大な犯罪組織へと変貌することもある。
宗教団体は信徒や宗教施設を異教徒の攻撃から守るため、信徒や僧侶に武装させていた。このような宗教武装集団はウォリアーモンクと呼ばれ、僧兵や騎士修道会のように大きな影響力を持つこともあった。現にイスラム宗教を基盤とした過激派が大国の援助を受け、紛争を起こしている。
国家の警察力が小さい場合、軍閥が形成され一部の地域が支配下に置かれる例がある。

### ドイツ
ドイツでは第一次世界大戦前後から共産主義の脅威に対抗するため復員兵による民兵組織が組織され、対抗するため共産党も私設警備隊を編成した。また他の政党も警備を理由に武装組織を設立していた。
- ドイツ義勇軍
- 鉄兜団、前線兵士同盟 -ドイツ国家人民党と同盟関係を結ぶ民間の準軍事組織
- 突撃隊・親衛隊 - 国家社会主義ドイツ労働者党の準軍事組織
- 赤色戦線戦士同盟 - ドイツ共産党の準軍事組織
- 国旗団 - ドイツ社会民主党の準軍事組織

## 自警団をテーマとした作品

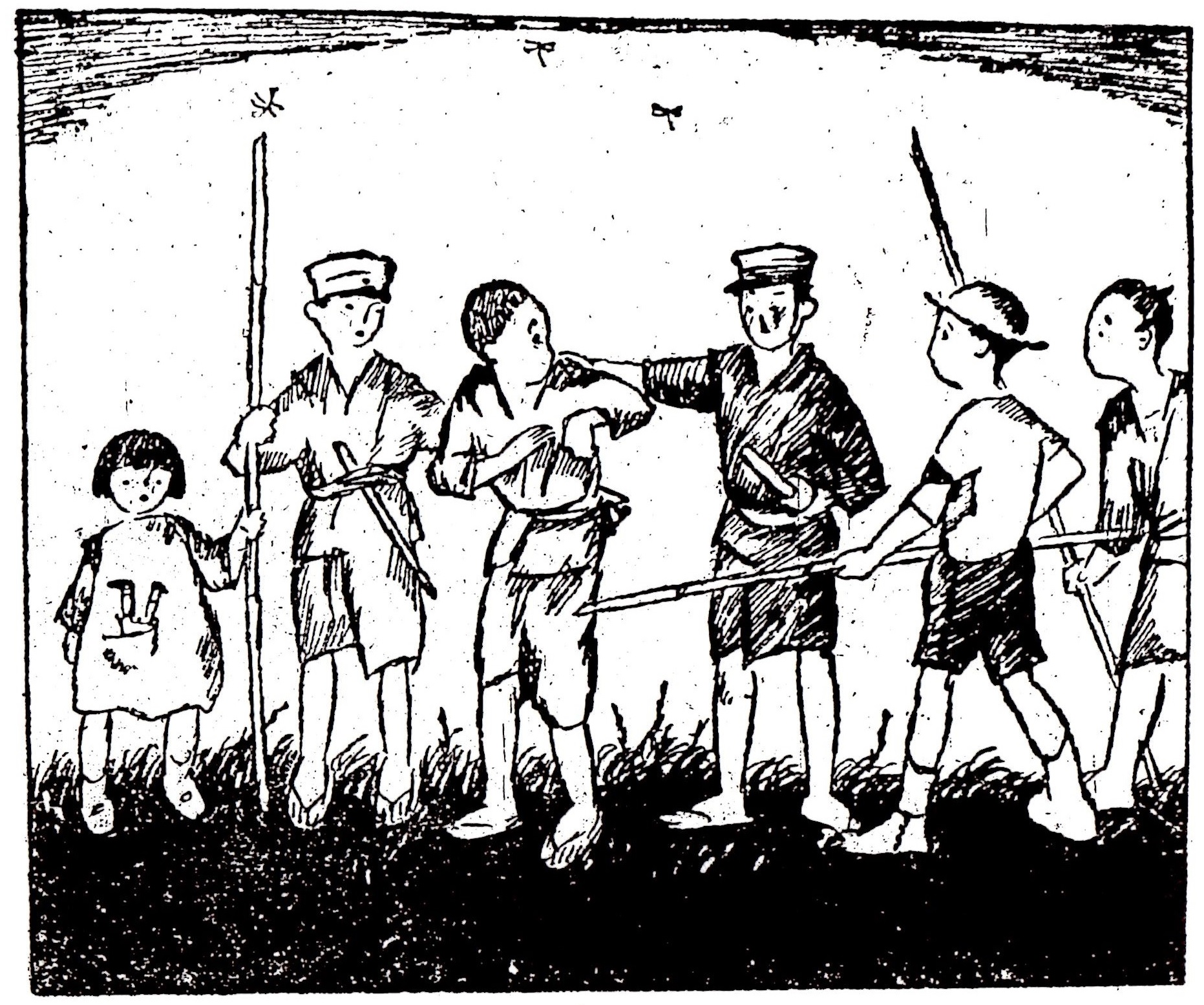
竹久夢二『夢二と花菱・耕花の関東大震災ルポ』：自警団遊び(1923年)

### 映画
主人公が司法制度に失望するなどして頼らず、私刑によって犯罪者や犯罪組織に挑み、復讐や治安回復などを目的するジャンルをヴィジランテ映画（自警団もの）という。
- 激怒 (2022年の映画) - 川瀬陽太主演。高橋ヨシキ監督作品。傷害事件を起こした暴力刑事が、森羅万象率いる権力と化した自警団と激突する。
- 小森生活向上クラブ - 古田新太主演。痴漢事件に遭遇したのをきっかけに一介のサラリーマンが自警団を結成して「街の浄化」に暴走していく。
- さらば友よ - 片岡修二監督作品。相方を暴走族に拉致された美少年の歌手（青山潤一）が、自衛官の男（佐伯恭司＝大杉漣）から格闘技の特訓と軍事教練を受けて、自力での救出に挑むゲイポルノ作品。
- 実録 私設銀座警察 - 戦後の混乱期において武装解除された警察に代わって銀座で台頭した愚連隊の顛末を描く安藤昇主演のヤクザ映画。
- スーパー・マグナム（『狼よさらば』などポール・カージーシリーズの一つ）- チャールズ・ブロンソン主演。国家権力による警察力をアテにせず、自力で無法者集団を都市から排除すべく武装蜂起するポール・カージー（通称、ミスター自警団）たちの姿を描く。

### ウェブドラマ
- 『はだか拳』シリーズ - 東映製作。治安が崩壊して自警団（と称するならず者集団）が割拠する「ネオトーキョー」を舞台とする。

### テレビドラマ
- 影同心（時代劇） - 仮想敵とされた「必殺」シリーズが「裏商売としての殺人[注 1]」にこだわったのに対し、こちらは「権力で裁けない悪」に私的制裁を加える事がテーマとなった。
- ザ・ハングマン

### ゲーム
- GTA5

### 漫画
- 予告犯 - 2015年に映画化。